# Lévay Gyula
Lévay Gyula (Szabadka, 1863. február 2. – Budapest, 1930. március 23.) színész.

## Pályafutása
Lévay Lajos és Oradszky Mária fiaként született. Színészi pályáját 1881. január 1-jén, 18 évesen kezdte Erszényes István színigazgatónál. Hosszabb ideig ügyelő volt a Vígszínházban, ahol példás pontossága miatt nagy szeretet övezte. Több verse is megjelent a színészi szaklapokban. 1910-ben létrehozta a Magyar Széppélda Társulat nevű színházi vállalkozást, amellyel iskolai és népművelő előadásokat tartott. Ezzel az eredményes kultúrműködésével sok elismerést vívott ki magának. 1930-ban egy autó gázolta el a Margit körúton. A színészt az irgalmasok kórházába szállították, ahol belehalt sérüléseibe. Neje Timer Hermina volt.